# Östergötlands runinskrifter 61
Runinskrift Ög 61 är en runsten som står på kyrkogården vid Flistads kyrka i Flistads socken, Gullbergs härad och Linköpings kommun i Östergötland.

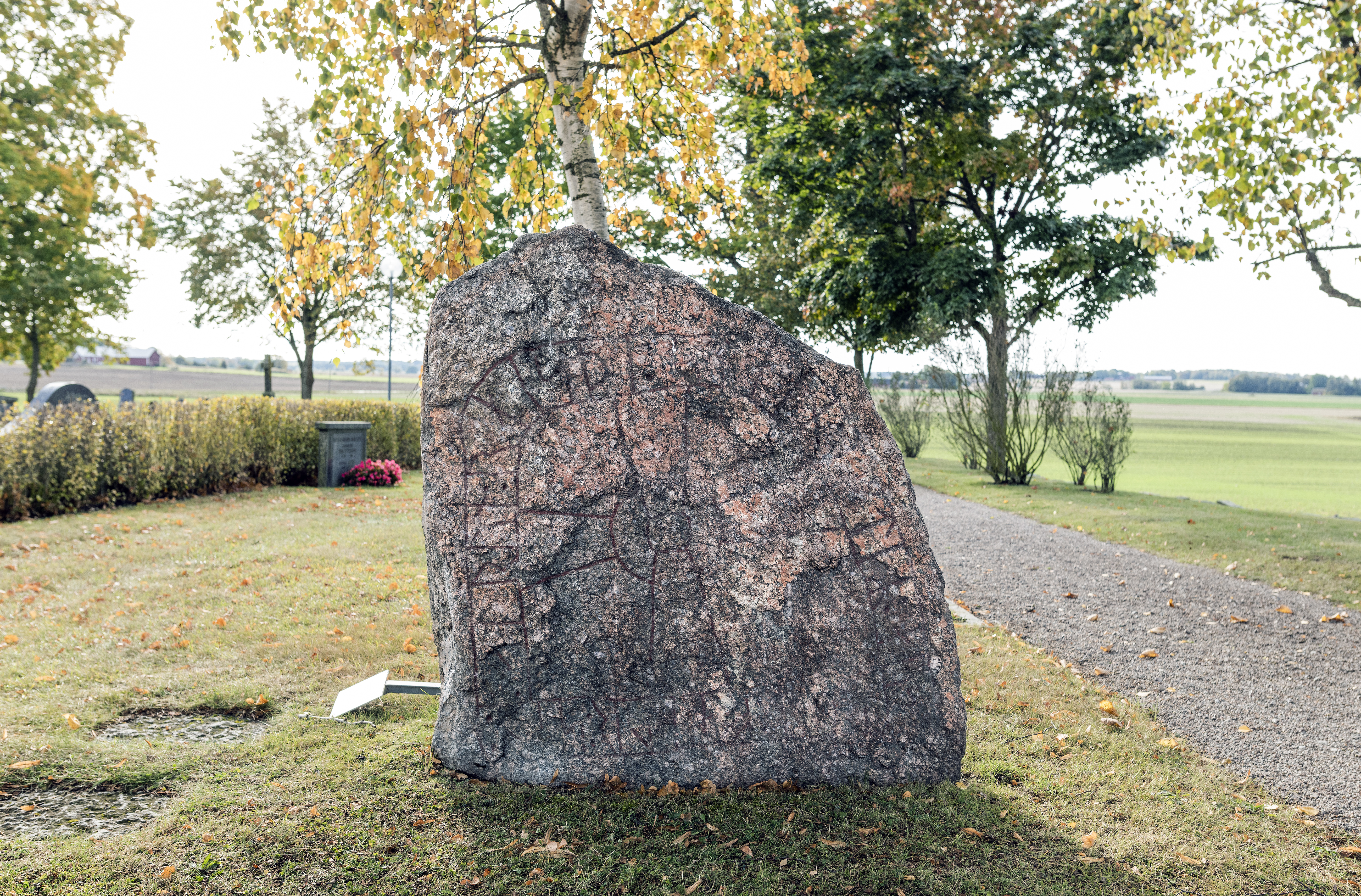
Runsten Ög 61 år 2020

## Stenen
Stenen är 1,35 meter hög och materialet består av granit. Runorna är ristade i en slinga som går i en halvbåge utmed kanterna och omsluter ett kristet kors. Runstenen ristades på 1000-talet.

## Inskriften
Translitterering av runraden:
: sirun : raisþi : stain : eftiʀ : ausburn : faþur : sin :
Normalisering till runsvenska:
Sigrun ræisþi stæin æftiʀ Asbiorn/Austbiorn, faður sinn.
Översättning till nusvenska:
Sirun reste stenen efter Asbjörn (eller Östbjörn), sin fader.
Det exakta namnet på den som stenen restes efter är alltså något oklart. Även Samnordisk runtextdatabas håller det för osäkert om förleden ska tolkas som As- (As-/Ás-) eller Öst- (Aust-).   

### Fotnoter
1. 1 2  Fornminnesregistret: 1:1
2. ↑  Informationsskylt på Flistads kyrkogård (Riksantikvarieämbetet)
3. 1 2  Samnordisk runtextdatabas, Ög 61, 2014
4. ↑  Erik Brate, red (1911-1918). Sveriges runinskrifter. Bd 2, Östergötlands runinskrifter. Stockholm: KVHAA. http://www.raa.se/runinskrifter/sri_ostergotland_b02_h01_text.pdf